# Natale Montillo
(Intervista di Ugo Gregoretti a Natale Montillo, in Un campanile alla volta. Castellammare di Stabia, giugno 1958)
Natale Montillo (Castellammare di Stabia, 5 maggio 1898 – Castellammare di Stabia, 13 novembre 1965) è stato un regista, sceneggiatore e attore italiano.
Ha scritto e realizzato sei film di genere popolare nel secondo dopoguerra, e di tre ne ha curato anche la regia.

## Biografia
Tornato nel 1920 a Castellammare di Stabia reduce dal fronte della prima guerra mondiale, iniziò a lavorare come cameriere e poi fornaio. Aprì nel 1924 una panetteria e, grazie a questa attività, rilevò una piccola sala cinematografica a Castellammare, il cinema Corso. In seguito gestì e poi acquistò nel 1937 anche il cinema Savoia (oggi Supercinema), sempre nella sua città. Sarà però nel secondo dopoguerra che Montillo si dedicherà alla sua vera passione: quella di produttore e autore cinematografico. 
Dopo aver collaborato nel 1947 al film Madunnella di Roberto Amoroso, realizza nel 1948 il suo primo film, Calamita d'oro, con la sua neonata casa di produzione: la "S.A.P. Film". Nel 1949 realizza il suo secondo film, Napoli eterna canzone, con Paolo Carlini e Franca Marzi. Questi due film ottengono una buona diffusione nelle sale del Meridione.
Grande successo riscuoterà, invece, Luna rossa, del 1951, per la regia di Armando Fizzarotti. Il film, girato principalmente a Castellammare e nella penisola sorrentina, è basato sull'omonima canzone, cantata nel film da Claudio Villa. Il cast annovera volti noti del cinema italiano come Renato Baldini e Aldo Bufi Landi. Il film riscuote il favore del pubblico in tutta Italia e negli anni seguenti anche all'estero, presso le comunità italiane sparse nel mondo.
Nel 1952 Montillo debutta alla regia con Rosalba, la fanciulla di Pompei, da lui scritto e prodotto. Il film, che si rivelerà campione d'incassi per tutto l'anno successivo, ha attori molto in voga all'epoca: Silvana Muzi, Roberto Risso e Elli Parvo. Le riprese si svolgono a Pompei e dintorni.
Del 1953 è Balocchi e profumi, dal titolo dell'omonima canzone. Scritto sempre da Montillo con la collaborazione di Wanda De Marchis e F. M. Bernardi, è diretto dallo stesso Montillo con F. M. Bernardi, con le luci curate da Mario Bava, e con protagonisti Tamara Lees e Roberto Risso. Anche in questo suo lavoro, diversi esterni sono girati nell'area stabiese. Con i proventi dei suoi film Montillo realizza ed inaugura, il 16 ottobre 1954, il Cinema Teatro Montil a Castellammare di Stabia, donando alla sua città una struttura da 2000 posti con annessi bar, albergo e ristorante. Il complesso, con una architettura avveniristica e imponente realizzata dall'ingegner Pasquale Amodio dell'Università di Napoli, rimane una testimonianza tangibile dell'opera e dell'intraprendenza di Montillo.
L'ultimo lavoro di Montillo per il cinema è La sposa, girato nel 1957, di cui è produttore e autore di soggetto e sceneggiatura. Le riprese si svolgono a Santa Maria la Carità e in parte proprio nella struttura da lui realizzata; ha come protagonisti Carlo Giuffré e Irène Tunc.
Il 27 dicembre 1962 il presidente della Repubblica Antonio Segni lo nomina Ufficiale dell'Ordine al Merito della Repubblica per il contributo dato alla rinascita della produzione cinematografica in Italia.

## Filmografia
- Calamita d'oro (1948) - Soggetto, sceneggiatura e produzione
- Napoli eterna canzone (1949) - Soggetto e produzione
- Luna rossa (1951) - Soggetto, sceneggiatura (con Armando Fizzarotti) e produzione
- Rosalba, la fanciulla di Pompei (1952) - Regia, soggetto, sceneggiatura (con Armando Fizzarotti) e produzione
- Balocchi e profumi (1953) - Regia (con Francesco Maria De Bernardi), soggetto, sceneggiatura (con Wanda De Marchis e F. M. Bernardi) e produzione
- La sposa (1958) - Regia (con Edmondo Lozzi), soggetto, sceneggiatura e produzione